# Plagiosiphon
Plagiosiphon là một chi thực vật có hoa trong họ Đậu.